# Homología afín

Imagen de una esfera de radio r mediante una afinidad ortogonal basada en el eje polar (Oz), dirección del plano (xOy) y relación k. Se obtiene un esferoide

En la terminología de la geometría descriptiva, se emplean las denominaciones de homología afín o de afinidad homológica para designar a un caso particular de homología, en el que el vértice o centro es un punto impropio (situado en el infinito), y en consecuencia, las líneas de proyección son paralelas entre sí (es decir, que cada pareja de puntos afines (como A-A') están unidos por una recta que es paralela a la dirección de afininidad).
Por otro lado, en matemáticas, una afinidad es una aplicación lineal o afín de un espacio vectorial o afín sobre sí mismo, que equivale a la identidad en una dirección y a una homotecia en otra.

## Etimología
El término afinidad (affinitas en latín) en un sentido matemático fue introducido por Leonhard Euler en su obra de 1748,  "Introductio in Analysin infinitorum". En su capítulo De similitudine et affinitate linearum curvarum, Euler estudia curvas similares, es decir que tienen la misma forma pero con un posible cambio de orientación y tamaño. Estas son curvas entre cuyas imágenes se puede establecer una relación de semejanza. Después de observar que multiplicando la abscisa y la ordenada por el mismo número, se transforma una curva en una curva similar, se planteó la cuestión del caso en el que la abscisa y la ordenada se multiplican por números diferentes. Observó que las curvas ya no son semejantes pero, debido a cierta analogía de forma, dirá que presentan una “afinidad” entre ellas. Aquí toma el significado literal de afinidad: mantener una cierta relación de proximidad o de semejanza. Así, un círculo y una elipse no son similares pero tienen afinidad entre ellos.
La afinidad estudiada por Euler no se corresponde estrictamente con la definida actualmente, ya que permite una modificación de escala en varias direcciones, pero es fácilmente reducible a ella aplicando composiciones de varias afinidades “modernas”.

## Afinidad vectorial

Dos vectores y sus imágenes por afinidad de base F, dirección G y proporción 2

Una afinidad vectorial es un endomorfismo, que a su vez es la suma directa de una identidad y de una homotecia. Más precisamente:
Sea {\displaystyle E} un espacio vectorial, {\displaystyle F} y {\displaystyle G} dos subespacios adicionales {\displaystyle (}, es decir, {\displaystyle E=F\oplus G)}, y {\displaystyle \lambda } un número real; entonces la afinidad de la base {\displaystyle F~(} o sobre {\displaystyle F)}, de la dirección {\displaystyle G} y de la relación {\displaystyle \lambda } es el endomorfismo único {\displaystyle f} que, restringido a {\displaystyle F}, es igual a la identidad, y restringido a {\displaystyle G}, es igual a la homotecia de razón {\displaystyle \lambda }:
si {\displaystyle x=x_{F}+x_{G}}, entonces {\displaystyle f(x)=x_{F}+\lambda {\text{·}}x_{G}}.
Caracterización en dimensión finita: endomorfismo diagonalizable que tiene como máximo dos valores propios distintos, de los cuales como máximo uno es diferente de la unidad.
Las afinidades cubren los siguientes casos especiales:
- Con respecto a {\displaystyle F} y {\displaystyle G}:
  - Si {\displaystyle F=E}, la afinidad es la función identidad
  - Si es {\displaystyle G=E}, la afinidad es una homotecia de relación {\displaystyle \lambda }
  - Si es {\displaystyle \dim G=1}, la afinidad se llama hiperplana y lleva el nombre de dilatación
- Con respecto al valor {\displaystyle \lambda }:
  - Si es {\displaystyle \lambda =0}, la afinidad es la proyección sobre {\displaystyle F} paralela a {\displaystyle G}. Si es {\displaystyle F\neq E}, esta afinidad no es biyectiva. Este es el único caso en el que la afinidad no es una transformación propiamente dicha
  - Si {\displaystyle \lambda =1}, la afinidad es la función identidad. Si es {\displaystyle F\neq E}, este es el único caso en el que el conjunto de invariantes es diferente de {\displaystyle F}
  - Si {\displaystyle \lambda =-1}, la afinidad es una simetría con respecto a {\displaystyle F} en paralelo a {\displaystyle G}

La afinidad {\displaystyle f} de la base {\displaystyle F}, la dirección {\displaystyle G} y la relación {\displaystyle \lambda } está vinculada a la proyección {\displaystyle p} sobre {\displaystyle F} paralela a {\displaystyle G} mediante la siguiente igualdad:
{\displaystyle f=(1-\lambda )p+\lambda Id_{E}}

## Afinidad entre puntos

Imagen (en rojo) del triángulo ABC por afinidad de base, dirección y relación. Los puntos a, b, c son las proyecciones de A, B, C sobre paralelas a

Dado un espacio afín {\displaystyle E} asociado con {\displaystyle {\overrightarrow {E}}}, un subespacio afín {\displaystyle F} asociado con {\displaystyle {\overrightarrow {F}}} y una dirección {\displaystyle {\overrightarrow {G}}} adicional de {\displaystyle {\overrightarrow {F}}}, la afinidad de la base {\displaystyle F~(} o en {\displaystyle F)}, de dirección  {\displaystyle {\overrightarrow {G}}}, y proporción {\displaystyle \lambda } es la aplicación definida de la siguiente manera:
1. Para cualquier punto {\displaystyle M} de {\displaystyle E}, se construye la proyección {\displaystyle m} de {\displaystyle M} en {\displaystyle F} paralela a {\displaystyle {\overrightarrow {G}}}:
  - Sea {\displaystyle G_{M}} el subespacio afín único que pasa por {\displaystyle M} y en dirección {\displaystyle {\overrightarrow {G}}}
  - Sea {\displaystyle m} el único punto de intersección de {\displaystyle G_{M}} y {\displaystyle F}
2. La imagen de {\displaystyle M} por {\displaystyle f} es entonces el punto {\displaystyle M'} tal que {\displaystyle {\overrightarrow {mM'}}=\lambda {\text{·}}{\overrightarrow {mM}}}.

Una afinidad puntual es necesariamente una transformación afín cuya parte lineal es una afinidad vectorial.
"Recíprocamente", una aplicación afín de una parte lineal y una afinidad vectorial es una afinidad puntual siempre que tenga al menos un punto fijo. Sin esto, se obtiene una afinidad "deslizada", compuesta por una afinidad puntual y una traslación vectorial paralela a la base de la afinidad puntual.
En el plano euclídeo, las afinidades juegan un papel importante en la descomposición de las transformaciones afines. De hecho, cualquier transformación afín del plano euclídeo se descompone en el producto de una isometría, una homotecia, una afinidad y un cizallamiento.
El uso de afinidades en el plano permite agrupar curvas por familias. Por ejemplo:
- La elipse de semieje mayor {\displaystyle a} y de semieje menor {\displaystyle b} es la imagen de un círculo de radio {\displaystyle a} mediante una afinidad de base el eje mayor, dirección del eje menor y relación {\displaystyle b/a}.
- La curva de ecuación {\displaystyle y=kf(x)} es la imagen[7] de la curva de ecuación {\displaystyle y=f(x)} mediante una afinidad de base {\displaystyle (Ox)}, dirección {\displaystyle (Oy)} y relación {\displaystyle k}.
- La curva de ecuación {\displaystyle y=f(kx)} es la imagen[7] de la curva de ecuación {\displaystyle y=f(x)} mediante una afinidad de base {\displaystyle (Oy)}, dirección {\displaystyle (Ox)} y relación {\displaystyle 1/k}.
- Un caso especial sorprendente: la imagen mediante una afinidad de base {\displaystyle (Ox)}, dirección {\displaystyle (Oy)} y relación {\displaystyle k\neq 0} de la parábola {\displaystyle P} con ecuación {\displaystyle y=x^{2}} es una parábola semejante. En efecto: según las condiciones anteriores, la ecuación de esta imagen es {\displaystyle y=kx^{2}}; o la ecuación de la imagen[7] de {\displaystyle P} por la homotecia de razón {\displaystyle 1/k} es {\displaystyle ky=(kx)^{2}}, equivalente a {\displaystyle y=kx^{2}}. También sería lo mismo para cualquier relación de afinidad distinta de cero.

## Geometría descriptiva

Elementos fundamentales de una afinidad

La homología afín es un caso especial de homología, en la que el centro es un punto impropio (es decir, un punto del infinito). Se trata de una homografía de planos superpuestos que posee una serie de puntos dobles (el eje) y un haz de rectas doble de vértice impropio.
Sus elementos fundamentales son el eje de afinidad e, y la dirección de afinidad d (la dirección del vértice impropio).
- Propiedades:
  - Los pares de puntos afines (A y A'; B y B'...) determinan rectas paralelas a la dirección de afinidad.
  - Las rectas homólogas (como r ≡ AB y r' ≡ A'B') son concurrentes en puntos del eje.

Cuando la dirección de afinidad coincide con la del eje, se habla de una afinidad especial; y cuando es normal al eje, se habla de una afinidad ortogonal. En los demás casos, se habla de una afinidad oblicua.

## Enlaces esxternos
- Portal:Geometría. Contenido relacionado con Geometría.

- Datos: Q382497
- Multimedia: Affine transformation / Q382497